# 朱嘉明
朱嘉明（1950年—），男，北京市人，中国经济学家，经济学博士，教授，现任横琴数链数字金融研究院学术委员会主席。
与翁永曦、王岐山、黄江南合称“改革四君子”。